# Ондржей Берка
Ондржей Берка (14 листопада 1987, Прага) — чеський футбольний арбітр. З 2016 року він судить матчі Першої чеської ліги. Арбітр ФІФА та УЄФА з 2018 року. 

## Суддівська кар'єра
30 квітня 2016 року Берка судив свій перший матч у чемпіонаті Чехії. Під час матчу між «Слованом» і «Збройовкою» (4–2 на користь господарів) арбітр двічі показав жовту картку.
У євро кубках дебютував 6 липня 2021 року під час матчу між «Монс Кальпе» та «Санта-Коломою» в рамках першого кваліфікаційного раунду Ліги Європи УЄФА. Гра закінчилася з рахунком 1–1, і Берка чотири рази показав жовту картку.
Свій перший міжнародний матч на рівні збірних відсудив 20 листопада 2022 року, коли Словаччина зіграла внічию 0–0 проти Чилі. Під час цього матчу Берка показав чилійцям Артуро Відалю та Гарі Меделу жовті картки.